# Стейн Ессоно
Стейн Дарк Ессоно Нгема (фр. Stane Darck Essono Nguema; нар. 28 травня 1998, Габон) — габонський футболіст, захисник клубу Вищої ліги Білорусі «Динамо-Берестя».

## Клубна кар'єра
Першим професійним клубом став «Оєм», у якому той почав виступати у 2018 році. 2019 року виступав за габонський клуб «Онзе Етуальс». 2021 року повернувся до «Оєма», в якому провів півтора сезони. У липні 2022 року перейшов до молдавського «Динамо-Авто», з яким підписав 3-річний контракт. Дебютував за клуб футболіст 31 липня 2022 року проти «Мілсамі», в якому вийшов на поле у стартовому складі. Першою результативною дією за клуб відзначився 16 вересня 2022 року в матчі проти «Мілсамі», в якому віддав гольову передачу. За підсумками першої половини сезону разом із клубом посів останнє місце у турнірній таблиці та вирушив у другу фазу за місце у Суперлізі. Дебютним забитим голом за клуб відзначився 29 квітня 2023 року в матчі проти кишинівської «Вікторії». Разом із клубом став переможцем раунду плей-офф, де у фіналі 24 травня 2023 року переміг кишинівську «Вікторію». Проте клуб за підсумками все одно був відправлений до молдовської Ліги 1.
У вересні 2023 року став гравцем азербайджанського клубу «Загатала».

## Кар'єра в збірній
Виступав за молодіжну та олімпійську збірні Габону. У березні 2024 року футболіст отримав виклик до національної збірної Габону. Дебютував за збірну 22 березня 2024 року в товариському матчі проти збірної Сенегалу, в якому вийшов на поле у стартовому складі.